# Kółko Hercena i Ogariowa
Kółko Hercena i Ogariowa (ros. кружок Герцена-Огарева) – polityczne koło naukowe, które zorganizowali Aleksandr Hercen i Nikołaj Ogariow w czasie studiów na Uniwersytecie Moskiewskim. Członkowie kółka studiowali historię wielkiej rewolucji francuskiej, pasjonowali się Saint-Simonem, piętnowali samowolę caratu I feudałów, brali udział w rozruchach studenckich. Wkrótce po ukończeniu uniwersytetu — w 1834 r. Hercen, Ogariow, Nikołaj Satin i inni członkowie kółka zostali aresztowani. Hercena skazano na zesłanie do Wiatki, Ogariowa — do guberni penzeńskiej.